# Apogon phenax
Apogon phenax är en fiskart som beskrevs av Böhlke och Randall, 1968. Apogon phenax ingår i släktet Apogon och familjen Apogonidae. Inga underarter finns listade i Catalogue of Life.